# Maracaibo
Maracaibo (AFI: /maraˈkaibo/, comune ma scorretto /marakaˈibo/; in spagnolo [maɾaˈkaiβo]), ufficialmente Nueva Zamora de la Laguna de Maracaibo, è la capitale dello Stato Zulia in Venezuela. È la seconda città più grande del paese dopo Caracas. Ha circa 1,65 milioni di abitanti nel municipio omonimo e il municipio San Francisco e circa 2,5 milioni di abitanti compresa l'area metropolitana. Situata sull'omonimo lago è famosa per i ricchissimi giacimenti petroliferi.

## Geografia fisica

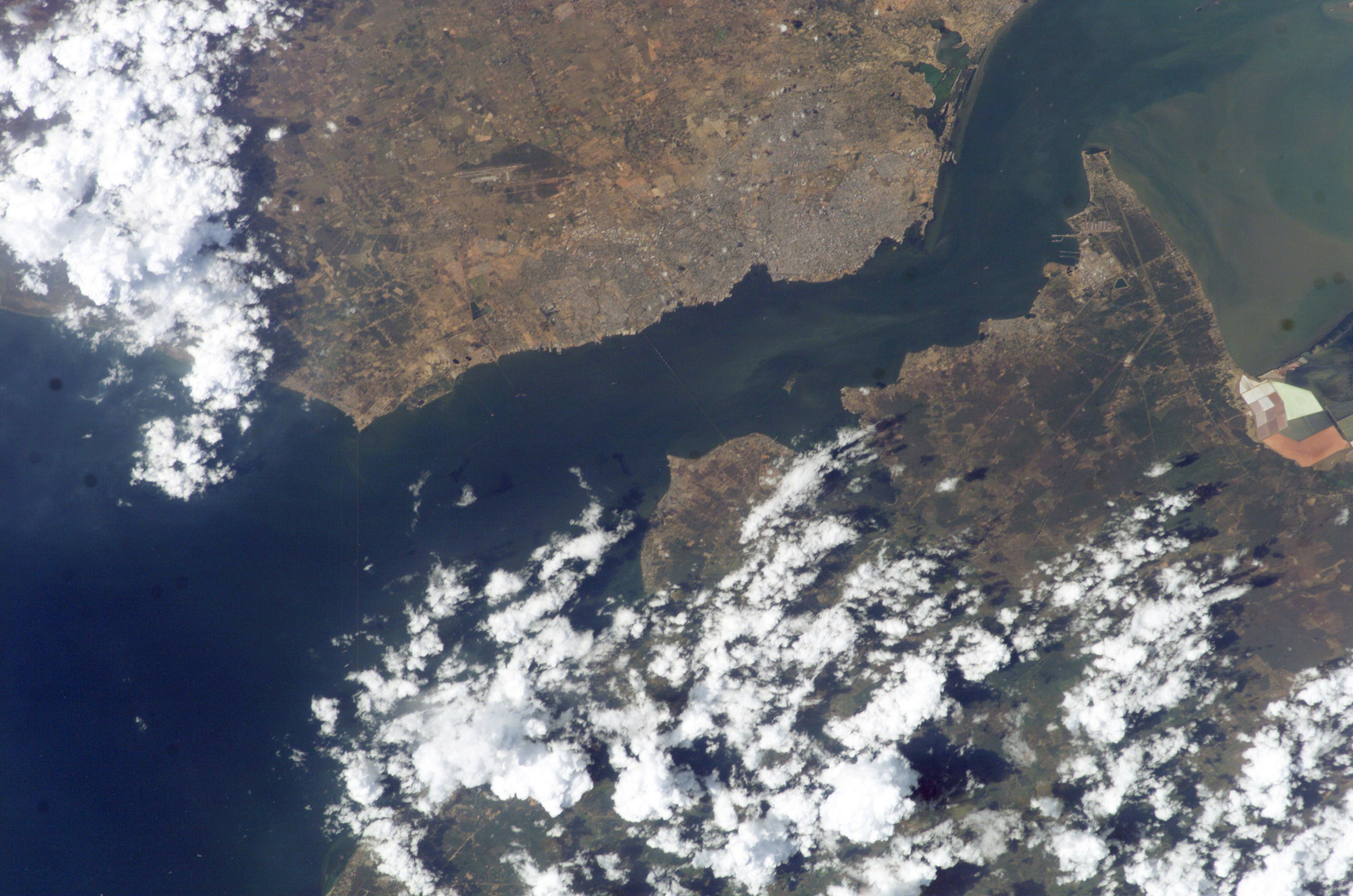
Vista aerea di Maracaibo e della costa occidentale del Lago

La sua area metropolitana si estende su circa 400 km² nella parte nord-occidentale del paese, in terreni alluvionali circondanti il bacino del Lago di Maracaibo, di elevato livello freatica, sulla riva nord-ovest dello stesso ed ospita una popolazione complessiva che si avvicina ai 2 500 000 abitanti.
Il lago di Maracaibo, in realtà un estuario con un nucleo di acqua salata, è il più grande del Sud America ed ha un canale tramite il quale comunica direttamente con il Mar delle Antille, permettendo l'ingresso delle grande navi petroliere. Vicina alla città di Maracaibo si trova la Laguna di Sinamaica con una colorita comunità indigena che abita su palafitte.

### Clima esterno

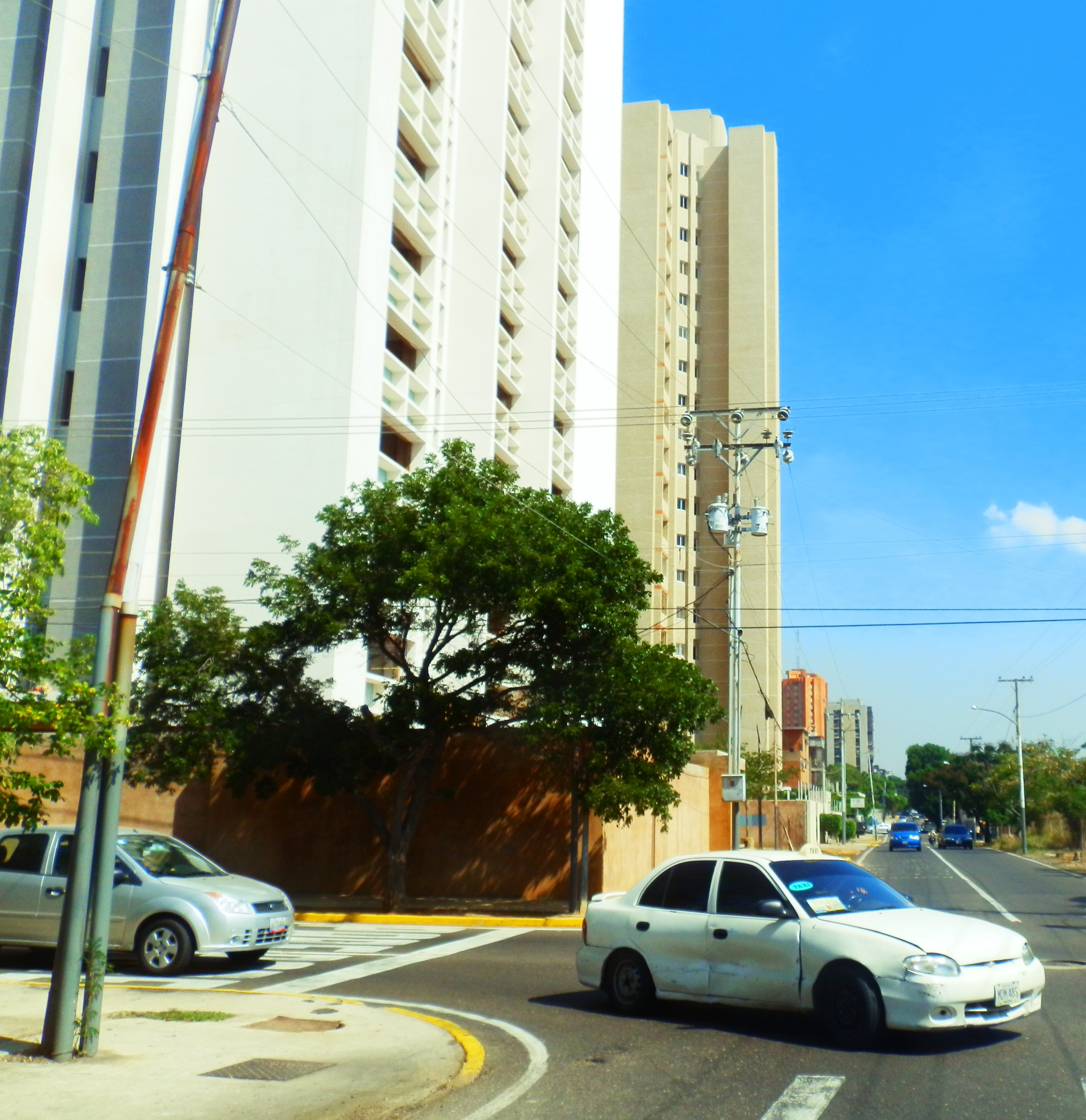
I veicoli fanno spesso uso di vetri oscurati per proteggersi dal forte impatto del sole in città

Maracaibo è una delle città più torride del Venezuela, con un clima tropicale severo, semi arido, spesso moderato dalle brezze pomeridiane provenienti dal lago. La media delle temperature nei registri storici fino a dieci anni fa era di 29 °C ma negli ultimi anni sembra che ci sia stato un costante aumento delle temperature.
La temperatura massima può raggiungere i 39 °C e la media si colloca tra 35 e 37 °C. Questo incide sul consumo elettrico e l'area metropolitana della città ha uno dei maggiori consumi pro capite di energia elettrica in Sudamerica, perfino più di quelli di Paesi come il Paraguay, a causa dell'uso di sistemi piccoli e grandi per l'aria condizionata negli spazi chiusi.
Nei precedenti decenni esisteva una certa incidenza di febbri malariche nella zona, specie attorno alla costa del sud del lago di Maracaibo, dovuta alla combinazione di alte temperature ed umidità nonché a piogge monsoniche che causando alluvioni favorivano la proliferazione di zanzare. Dagli anni cinquanta energiche campagne di disinfestazione, di cure obbligatorie e l'impiego di reti metalliche e dell'insetticida DDT hanno quasi cancellato sia la malaria sia il dengue emorragico.
| Media climatica di Maracaibo | Media climatica di Maracaibo | Media climatica di Maracaibo | Media climatica di Maracaibo | Media climatica di Maracaibo | Media climatica di Maracaibo | Media climatica di Maracaibo | Media climatica di Maracaibo | Media climatica di Maracaibo | Media climatica di Maracaibo | Media climatica di Maracaibo | Media climatica di Maracaibo | Media climatica di Maracaibo | Media climatica di Maracaibo |
| Mese | Gen                          | Feb                          | Mar                          | Apr                          | Mag                          | Giu                          | Lug                          | Ago                          | Set                          | Ott                          | Nov                          | Dic                          | Annuale                      |
| --- | ---------------------------- | ---------------------------- | ---------------------------- | ---------------------------- | ---------------------------- | ---------------------------- | ---------------------------- | ---------------------------- | ---------------------------- | ---------------------------- | ---------------------------- | ---------------------------- | ---------------------------- |
| Temperatura massima assoluta (°C) | 38                           | 40                           | 40                           | 39                           | 40                           | 39                           | 39                           | 39                           | 39                           | 38                           | 37                           | 38                           | 40                           |
| Temperatura media massima (°C) | 33.1                         | 33.3                         | 33.7                         | 33.5                         | 33.5                         | 34.0                         | 34.6                         | 34.7                         | 34.0                         | 32.8                         | 32.9                         | 32.9                         | 33.6                         |
| Temperatura media (°C) | 27.0                         | 27.5                         | 28.1                         | 28.3                         | 28.5                         | 28.7                         | 29.0                         | 29.1                         | 28.6                         | 27.7                         | 27.8                         | 27.3                         | 28.1                         |
| Temperatura minima media (°C) | 22.0                         | 22.5                         | 23.5                         | 24.2                         | 24.2                         | 24.1                         | 24.1                         | 24.0                         | 23.9                         | 23.4                         | 23.3                         | 22.4                         | 23.5                         |
| Temperatura minima assoluta (°C) | 17                           | 19                           | 18                           | 18                           | 18                           | 20                           | 19                           | 17                           | 19                           | 18                           | 20                           | 19                           | 17                           |
| Precipitazioni (mm) | 3.6                          | 1.2                          | 8.4                          | 26.2                         | 70.3                         | 50.0                         | 39.5                         | 53.6                         | 63.0                         | 123.0                        | 75.7                         | 15.3                         | 529.8                        |
| Ore di sole | 300                          | 279                          | 286                          | 257                          | 243                          | 253                          | 301                          | 279                          | 272                          | 283                          | 258                          | 273                          | 3284                         |
| Umidità relativa (%) | 83                           | 82                           | 83                           | 89                           | 92                           | 93                           | 86                           | 86                           | 94                           | 94                           | 92                           | 89                           | 88.6                         |
| Fonte: Estaciones Aeropuerto / La Cañada / Los Pozos; por INAMEH. Datos recogidos en un período de 79 años comprendidos entre 1927 y 2006.20 |                              |                              |                              |                              |                              |                              |                              |                              |                              |                              |                              |                              |                              |

## Origini del nome
Il nome Maracaibo più probabilmente proviene dalla lingua indigena (degli indios Guajiros oppure dei Motilones) che chiamavano l'area semidesertica che avrebbe ospitato la città "Maara-iwo" che indicherebbe "posto dove abbondano i serpenti". Un'altra tesi fa riferimento ai termini Maare kaye, che significa "luogo di fronte al mare". Altre versioni indicano che il nome deriva dal tenace capo guerriero indigeno Mara (della cui esistenza molti dubitano), sostenendo che dopo la sua morte in battaglia gli spagnoli festeggiavano come forsennati urlando Mara cayó, che in spagnolo significa "Mara è caduto", e da questa celebrazione deriverebbe il nome.
Anche il celebre geografo e cartografo italiano Agostino Codazzi fa risalire il nome Maracaibo al Cacique (capo indigeno) che dominava la zona del lago quando gli europei vi arrivarono la prima volta. Lo stesso Codazzi riporta che già nel 1499 Alonso de Ojeda e Amerigo Vespucci entrarono nel golfo di Maracaibo, che dagli indigeni veniva chiamato Coquibacao. Secondo Codazzi il nome Venezuela deriva dal fatto che Ojeda e Vespucci chiamarono questo lago Golfo di Venezia, da cui Venezuela, per la ragione che gli indigeni, a causa degli insetti (zanzare), abitavano su case costruite dentro l'acqua, sopra banchi di arena e sopra alberi vera, chiamati anche di ferro (Bulnesia arborea) perché il legno si pietrifica a contatto con l'acqua.

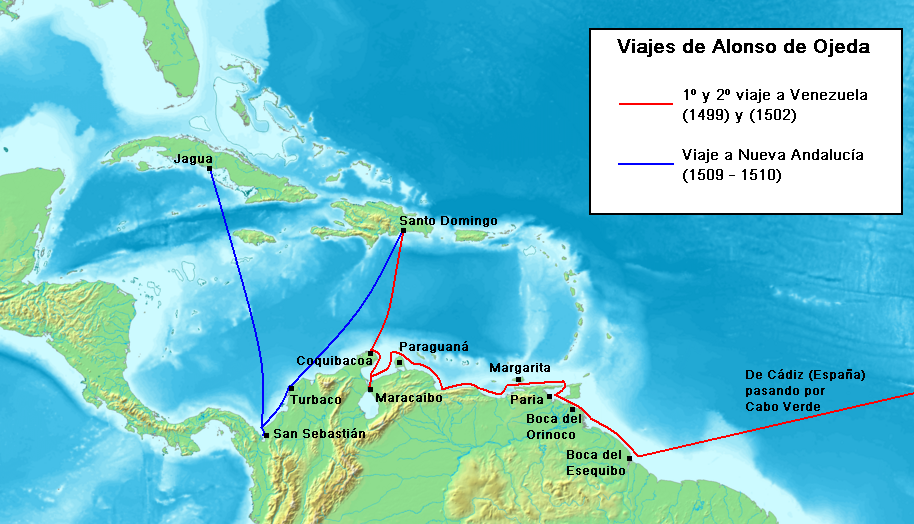
Viaggi di Alonso de Ojeda e Amerigo Vespucci

## Storia
Il golfo (o lago) di Maracaibo venne esplorato la prima volta dagli europei nel 1499, quando vi arrivarono Alonso de Ojeda e Amerigo Vespucci.
Maracaibo venne fondata in tre diversi momenti. Il primo nell'anno 1529 dal tedesco Ambrosio Alfinger (conquistador del casato Welser) e primo governatore della Provincia di Venezuela, il quale vi arrivò da una spedizione partita da Coro, capitale di detta provincia, e diede alla città il nome di Villa Maracaibo. Questa enclave, formata inizialmente da alcune case abitate da donne e fanciulli con alcune guardie, ebbe poco successo economico, e per questo Nikolaus Federmann decise di trasferire la popolazione al Capo della Vela (oggi in territorio colombiano) nel 1535.
Dopo un secondo tentativo di rifondazione nell'anno 1569 col nome di Ciudad Rodrigo da parte del capitano Alonso Pacheco, soltanto nel 1573 il Governatore Diego de Mazariegos decide di ristabilirvi la popolazione affidando la encomienda al capitano Pedro Maldonado. Finalmente nel 1574 viene fondata Nueva Zamora di Maracaibo, in onore al governatore Mazariegos, nativo della città di Zamora, in Spagna. Nel secolo successivo e fino ai primi del Settecento, a causa della sua ricchezza, la città sarà più volte attaccata e saccheggiata dai pirati; le incursioni più celebri furono quella dell'Olonese (resa celebre in Italia da due film e dai libri di Emilio Salgari) e quella di Henry Morgan. La città subì numerosi danni e distruzioni e molti dei suoi abitanti furono assassinati o ridotti in schiavitù.

## Monumenti e luoghi di interesse
Maracaibo come moderna metropoli dei Caraibi, e relativamente antica città coloniale del XVI secolo, può annoverare molti edifici storicamente notevoli del barocco coloniale e del neoclassicismo sudamericano, anche se di fattura semplice:

### Monumenti, edifici pubblici e luoghi storici
- Palacio del Gobierno: sede del Governo Regionale, Calle 95 Venezuela, di fronte alla Plaza Simón Bolívar, vero centro della città.
- Palazzo Legislativo: Costruito alla fine del secolo XVIII. Ricostruito nel 1888 con facciata dorica di stile rinascimentale, ed è stato dichiarato patrimonio nazionale nel anno 1986.
- Plaza Bolívar: nel 1867 dopo la demolizione della "Plaza de la Pirámide", viene collocata una statua in marmo di El Libertador, forse il primo monumento eretto in una piazza pubblica. Il 1º gennaio 1905 si inaugura la statua equestre.
- Casa de Morales: è l'unica costruzione coloniale di tipo civile che si conserva nella città. Si stima che sia stata edificata alla fine del XVII secolo. Nella residenza venne firmato il trattato di resa che pose fine al potere spagnolo in Venezuela. Attualmente è la sede della "Academia de la Historia del Zulia" e della "Sociedad Bolivariana".
- Plaza Baralt: è il tradizionale centro della città, inizialmente si chiamava “Plazuela de el Convento”, posteriormente “Plaza de la Convención” e nel 1883 prese il nome dalla statua dell'illustre Rafael María Baralt, storico, filósofo, poeta, critico, saggista e diplomatico.
- Edificio Subsede Banco Central de Venezuela: posto di fronte alla piazza Bolívar, questo edificio, subsede del BCV a Maracaibo venne inaugurato nel marzo del 1976 è il centro dirigenziale bancario più importante nella parte occidentale del paese.

### Architetture religiose
- Basílica de la Chinita.
- Catedral de Maracaibo.
- Templo San Felipe Neri.
- Templo San Francisco.
- Santa Bárbara y Santuario a la inmaculada Concepción
- Nuestra Señora de la Consolación
- Sagrado Corazón de Jesús
- La Sagrada Familia

### Parchi, piazze e passeggiate
- Parque Sur: giardino zoologico, situato al chilometro 10 1/2 sulla strada per La Cañada, a lato della Cervecería Modelo (Birreria modello) di Maracaibo. Ha una superficie approssimata di 40  ha
- Vereda del Lago - Antica Passeggiata del Lago: Il più importante Parco della città, conta con ampi spazi all'aria aperta, sentieri, gazebo di stazionamento, bagni pubblici, servizio di vigilanza, installazioni sportive e una nuova area "rental". Dentro la Vereda si trova il Parco acquatico più grande del Venezuela, Aquamania, con piscine e scivoli acquatici e un fiume artificiale, è perfetto per ospitare grandi concerti e feste all'aria aperta, avendo come cornice l'immensità del lago di Maracaibo.
- Parque del Sol.
- Plaza de las Banderas.
- Plaza de la República.
- Plaza de las Madres.
- Plaza Baralt.
- Monumento a la Chinita.
- Plaza de Toros Monumental de Maracaibo
- Planetario Simon Bolivar

## Economia

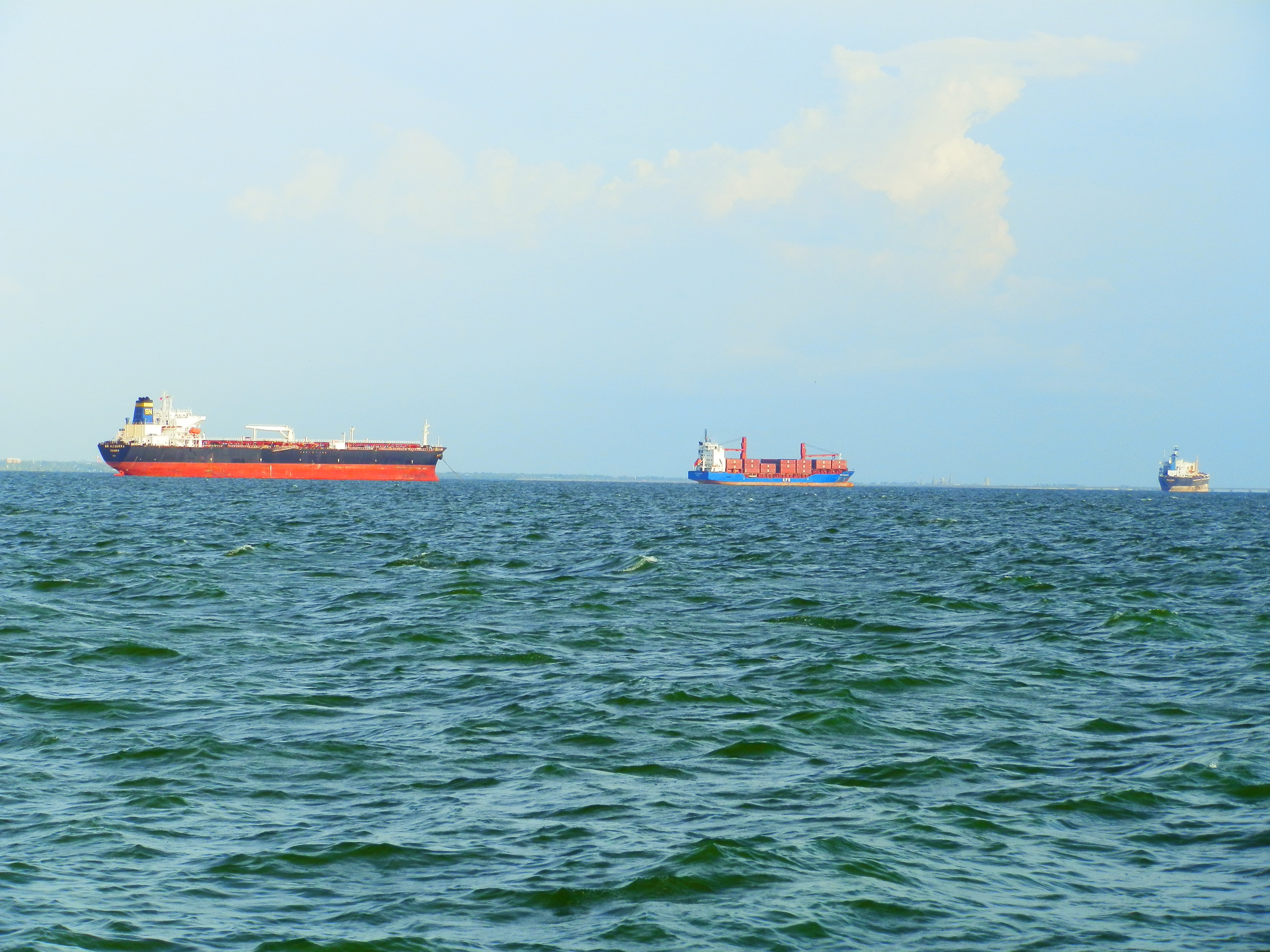
Le navi da carico sul lago di Maracaibo

La città di Maracaibo è il principale centro finanziario dell'occidente del paese nonché capitale del maggior stato (regione) produttore di petrolio del Venezuela e del Sudamerica. Durante gli
anni sessanta e settanta, la regione da sola produceva oltre 3,5 milioni i barili di petrolio al giorno, che venivano venduti ad una cifra tra i due e 4 $ al barile.
L'estrazione del petrolio ha provocato la subsidenza di molte zone della Costa Oriental del Lago.
Ad un centinaio di chilometri verso la Sierra de Perijá si trova il Guasare, una enorme miniera di carbone a cielo aperto, la cui produzione è destinata all'esportazione. Si sospetta che nel mare territoriale del Golfo esistano giacimenti petroliferi sotto l'alveo marino, ma il loro controllo potrebbe generare dispute con la confinante Colombia, che avanza una quota di sovranità marina dalla Penisola della Guajira.
Da ricordare l'enorme stabilimento petrolchimico di El Tablazo, dove dall'etano, propano e butano del gas naturale si producono fertilizzanti, alcool isopropilico ed una intera filiera di materie plastiche, dove dominano polietilene e poli-vinile cloruro (PVC).
La zona di Maracaibo è una delle regioni venezuelane con la maggiore produzione di latte e derivati, e di carne sia bovina che di maiale, oltre ad allevamenti di pollame e di gamberi.
Si distingue anche per l'enorme produzione di banane, sia nella varietà piccola e dolce guineo sia in quella molto grossa ed aspra (da friggere) il platano. Esistono produzioni minori, ma di alta qualità di ananas (alle pendici delle Ande), di cacao, di papaia, di uva ed alberi di mango in molte case.

Come industria leggera si possono segnalare quella della birra, con i moderni stabilimenti della Cervecera Polar e della Cervecera Regional. Da ricordare anche la torrefazione Café Imperial.
La città di Maracaibo è stata la sede della storica prima banca privata del paese (Banco de Maracaibo), recentemente fallita. Oggigiorno la principale banca (ed una delle poche superstiti delle circa 20 bancarotte fraudolente degli anni 90) è il solo Banco Occidental de Descuento (BOD).
Inoltre, Maracaibo è il principale porto del Lago di Maracaibo, da dove si esportano i succitati prodotti agricoli, e la città importa grano ed orzo necessari per la birra, e frutti per loro "esotici" come mele o pere.

## Urbanistica

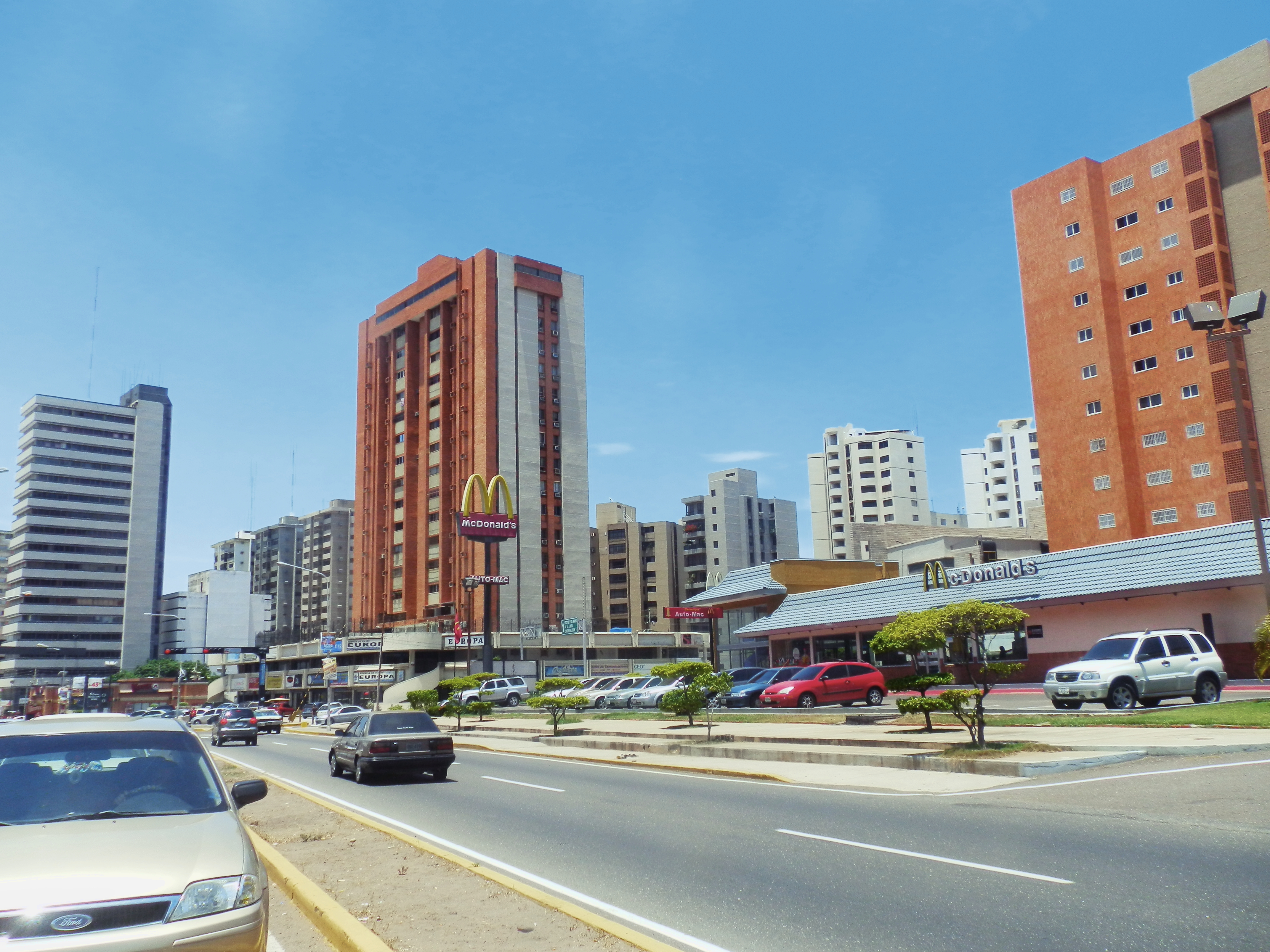
Gli edifici presenti nell'avenida "5 de Julio" di Maracaibo

Attualmente, Maracaibo è una città moderna e dinamica in costante divenire con una "skyline" dominata da grandi palazzi. Esistono molti briosi edifici residenziali di 20 piani e passa, generalmente con una buona spaziatura tra di loro e con parchi e parcheggi dotati di copertura per impedire di ritrovare le automobili roventi. Le metrature tendono ad essere elevate, di 200, 300 e 400 m². Tra i costruttori si distinguono per la qualità alcune famiglie italiane.
Il turismo ha poco sviluppo, anche se nella città vi sono molti esempi di semplice architettura coloniale, interessanti musei ed il Teatro Baràlt. Gran parte del vecchio centro urbano, noto come "El Saladillo", nei pressi del mercato delle pulci "Las Pulgas" (è sconsigliata la visita) è stato sventrato durante una sciagurata risistemazione architettonica degli anni 70, a base di cemento, luci e fontane, che ha lasciato molti isolati pieni di rovine.
Esistono modernissimi ed imponenti centri commerciali, molto puliti, vigilati e dotati di aria condizionata perenne come il Centro Comercial Lago Mall, il Sambil, e Galerías. Ci sono altri centri (anni 70) come il Costa Verde con una riposante cascatella ed una riproduzione del vecchio centro di Maracaibo, noto come Maracaibo Vieja. Nel centro della città troviamo la Basilica della Virgen de Chiquinquirá, santa patrona del Zulia, que viene chiamata con affetto "La Chinita". Ogni 18 novembre questa immagine miracolosa della Vergine, trovata galleggiante sul lago, viene venerata da multitudini di fedeli, che depositano le loro offerte per grazie ricevute oppure per fioretti, offerte che spesso sono gioielli d'oro e pietre preziose.

## Cultura

### Istruzione

#### Università
- Università del Zulia, pubblica, fondata nel 1891
- Università privata Rafael Belloso Chacín
- Università privata Rafael Urdaneta
- Università privata Dr. José Gregorio Hernández

### Media
- Panorama,
- La Verdad

### Teatri
- Teatro Baralt, costruito tra il 1877 e il 1928

## Geografia antropica

### Settori della città
Il municipio di Maracaibo è diviso in parrocchie: 
- Venancio Pulgar.
- Idelfonso Vasquez.
- Coquivacoa.
- Juana de Avila.
- Antonio Borjas Romero.
- San Isidro.
- Francisco Eugenio Bustamante.
- Luis Hurtado Higuera.
- Manuel Dagnino.
- Cristo de Aranza.
- Cecilio Acosta.
- Cacique Mara.
- Raul Leoni.
- Caracciolo Parra Perez.
- Chiquinquirá.
- Santa Lucía.
- Bolívar.
- Olegario villalobos

## Infrastrutture e trasporti

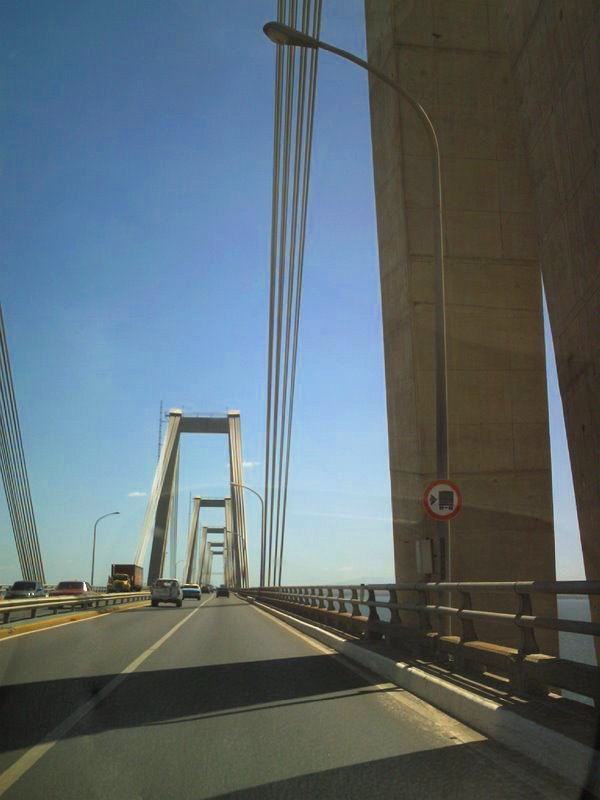
Il ponte General Rafael Urdaneta, progettato dall'ingegnere italiano Riccardo Morandi, lungo, e più noto come el puente sobre el lago.

Maracaibo conta su vari tipi di trasporto pubblico, ma di qualità deficiente. Gli autobus e ("carritos por puesto" = taxi collettivi) percorrono le strade di quasi tutti i settori della città; le linee più importanti sono la Circunvalación 2 e Delicias per gli autobus e Tiziana Bellosi, Paola Venturi, Veritas, San Jacinto e Galerías-URBE-Lago Mall per i carros por puesto.
Allo stesso modo possiede un servizio tranviario, una simulazione turistica del mezzo di trasporto più utilizzato in città alla fine del XIX secolo e all'inizio del XX.

### Metro
Secondo le previsioni, il 18 novembre 2006 (giorno della Vergine di Chiquinquirá, patrona di Maracaibo), si sarebbe dovuta inaugurare la prima linea del Metro di Maracaibo, che conta su 6 treni. A causa però dei rallentamenti dei lavori la data di apertura è stata rimandata. Cominciò in maniera gratuita dal 25 novembre 2006 e poi, il 9 giugno 2009, iniziò a operare la prima linea in maniera commerciale, e sono state progettate anche 2 linee in più.

### Aeroporti
Maracaibo è servita da un aeroporto internazionale, l'Aeropuerto Internacional de La Chinita, situato nelle immediate vicinanze della città e che la collega con il resto del paese e con altri paesi americani come gli Stati Uniti, Colombia, Panamá e Aruba posizionandosi al secondo posto tra i terminali aerei del paese. La base aérea Rafael Urdaneta della Forza aerea venezuelana si trova entro il perimetro dell'aeroporto.

### Porti
La città ha uno dei più importanti porti del paese per volume di carico, il Porto di Maracaibo.

## Sport
I marabini sono fanatici sportivi e per il regionalismo presente nella popolazione, appoggiano strenuamente le squadre della città, tra queste:
Lega Professionale di Baseball
- Águilas del Zulia che giocano nello Stadio Luis Aparicio "El Grande".

Lega di Basket Professionale
- Gaiteros del Zulia

Prima Divisione del Calcio Nazionale
- Zulia FC

La città ha inoltre ospitato diverse gare e la finale della Coppa America di calcio 2007 allo stadio Estadio José Encarnación Romero

## Amministrazione

### Gemellaggi
La città è gemellata con:
- Brema
- Durban
- Ploiești
- New Orleans

## Curiosità
La cantante italiana Lu Colombo interpretò una canzone intitolata Maracaibo, ballata in svariati locali di latino americano e non. La cantante pronunciava il nome della città con l'accento sulla "i", (Maracaìbo) ma in realtà la pronuncia corretta sarebbe con l'accento sulla "a" del dittongo: Maracàibo.
In una immaginaria Maracaibo sono anche ambientate parte delle vicende del romanzo "Il Corsaro nero", di Emilio Salgari. Lo scrittore non si recò mai nel luogo, perché, come noto, i suoi romanzi avventurosi di ambientazione esotica erano ricostruiti solo tramite suggestioni libresche e fantasia.